# استاد آل مكتوم
ملعب آل مكتوم هو ملعب متعدد الاستخدام في دبي، الإمارات العربية المتحدة. غالبا ما يتم استخدامه لمباريات كرة القدم وهو الملعب الرئيسي لنادي النصر. يسع لجلوس 10 ألف شخص أقيمت عليه مباريات من كأس آسيا 2019.

## وصلة خارجية
- WorldStadiums.com